# Équipe de Croatie de football à la Coupe du monde 2022
Cet article relate le parcours de l’équipe de Croatie de football lors de la Coupe du monde de football 2022 organisée au Qatar du 20 novembre au 18 décembre 2022.

## Qualifications
| Rang | Équipe    | Pts | J  | G | N | P | Bp | Bc | Diff |  | Résultats (▼ dom., ► ext.) |     |     |     |     |     |     |
| ---- | --------- | --- | -- | - | - | - | -- | -- | ---- |  | -------------------------- | --- | --- | --- | --- | --- | --- |
| 1    | Croatie   | 23  | 10 | 7 | 2 | 1 | 21 | 4  | +17  |  | Croatie                    |     | 1-0 | 2-2 | 3-0 | 1-0 | 3-0 |
| 2    | Russie    | 22  | 10 | 7 | 1 | 2 | 19 | 6  | +13  |  | Russie                     | 0-0 |     | 1-0 | 2-1 | 6-0 | 2-0 |
| 3    | Slovaquie | 14  | 10 | 3 | 5 | 2 | 17 | 10 | +7   |  | Slovaquie                  | 0-1 | 2-1 |     | 2-2 | 2-0 | 2-2 |
| 4    | Slovénie  | 14  | 10 | 4 | 2 | 4 | 13 | 12 | +1   |  | Slovénie                   | 1-0 | 1-2 | 1-1 |     | 2-1 | 1-0 |
| 5    | Chypre    | 5   | 10 | 1 | 2 | 7 | 4  | 21 | -17  |  | Chypre                     | 0-3 | 0-2 | 0-0 | 1-0 |     | 2-2 |
| 6    | Malte     | 5   | 10 | 1 | 2 | 7 | 9  | 30 | -21  |  | Malte                      | 1-7 | 1-3 | 0-6 | 0-4 | 3-0 |     |

| 1er match                  | Slovénie                | 1 - 0                         | Croatie                                                            |                                                                                        |                                                                                        |
| 24 mars 2021 20h45 (UTC+2) | Lovrić 15e              | (1 - 0)                       |                                                                    | Stadion Stožice, Ljubljana Spectateurs : 0 (huis-clos) Arbitrage : Antonio Mateu Lahoz | Stadion Stožice, Ljubljana Spectateurs : 0 (huis-clos) Arbitrage : Antonio Mateu Lahoz |
| 24 mars 2021 20h45 (UTC+2) | Kurtić 61e · Mevlja 77e | Rapport (FIFA) Rapport (UEFA) | 24e Barišić · 35e Brozović · 65e Vrsaljko · 68e Vida · 76e Budimir | Stadion Stožice, Ljubljana Spectateurs : 0 (huis-clos) Arbitrage : Antonio Mateu Lahoz | Stadion Stožice, Ljubljana Spectateurs : 0 (huis-clos) Arbitrage : Antonio Mateu Lahoz |

| 2e match                   | Croatie                                      | 1 - 0                         | Chypre |                                                                              |                                                                              |
| 27 mars 2021 18h00 (UTC+2) | Pašalić 40e                                  | (1 - 0)                       |        | Stade Rujevica, Rijeka Spectateurs : 0 (huis-clos) Arbitrage : Kristo Tohver | Stade Rujevica, Rijeka Spectateurs : 0 (huis-clos) Arbitrage : Kristo Tohver |
| 27 mars 2021 18h00 (UTC+2) | Ćaleta-Car 48e · Perišić 69e · Kovačić 90+3e | Rapport (FIFA) Rapport (UEFA) |        | Stade Rujevica, Rijeka Spectateurs : 0 (huis-clos) Arbitrage : Kristo Tohver | Stade Rujevica, Rijeka Spectateurs : 0 (huis-clos) Arbitrage : Kristo Tohver |

| 3e match                   | Croatie                                       | 3 - 0                         | Malte |                                                                               |                                                                               |
| 30 mars 2021 20h45 (UTC+2) | Perišić 62e · Modrić 76e (pen.) · Brekalo 90e | (0 - 0)                       |       | Stade Rujevica, Rijeka Spectateurs : 0 (huis-clos) Arbitrage : Lionel Tschudi | Stade Rujevica, Rijeka Spectateurs : 0 (huis-clos) Arbitrage : Lionel Tschudi |
| 30 mars 2021 20h45 (UTC+2) | Vida 81e · Vlašić 90+2e                       | Rapport (FIFA) Rapport (UEFA) |       | Stade Rujevica, Rijeka Spectateurs : 0 (huis-clos) Arbitrage : Lionel Tschudi | Stade Rujevica, Rijeka Spectateurs : 0 (huis-clos) Arbitrage : Lionel Tschudi |

| 4e match                         | Russie                         | 0 - 0                         | Croatie | | |
| 1er septembre 2021 21h45 (UTC+3) |                                |                               |         | Stade Loujniki, Moscou Spectateurs : 18 708 Arbitrage : Roi Reinshreiber Arbitre vidéo : Orel Grinfeld | Stade Loujniki, Moscou Spectateurs : 18 708 Arbitrage : Roi Reinshreiber Arbitre vidéo : Orel Grinfeld |
| 1er septembre 2021 21h45 (UTC+3) | Barinov 35e · Tcherychev 90+4e | Rapport (FIFA) Rapport (UEFA) |         | Stade Loujniki, Moscou Spectateurs : 18 708 Arbitrage : Roi Reinshreiber Arbitre vidéo : Orel Grinfeld | Stade Loujniki, Moscou Spectateurs : 18 708 Arbitrage : Roi Reinshreiber Arbitre vidéo : Orel Grinfeld |

| 5e match                       | Slovaquie                   | 0 - 1                         | Croatie      | | |
| 4 septembre 2021 20h45 (UTC+2) |                             | (0 - 0)                       | 86e Brozović | Tehelné pole, Bratislava Spectateurs : 9 047 Arbitrage : Bartosz Frankowski Arbitre vidéo : Paweł Gil | Tehelné pole, Bratislava Spectateurs : 9 047 Arbitrage : Bartosz Frankowski Arbitre vidéo : Paweł Gil |
| 4 septembre 2021 20h45 (UTC+2) | Pekarík 38e · Boženík 90+3e | Rapport (FIFA) Rapport (UEFA) | 90+3e Ivušić | Tehelné pole, Bratislava Spectateurs : 9 047 Arbitrage : Bartosz Frankowski Arbitre vidéo : Paweł Gil | Tehelné pole, Bratislava Spectateurs : 9 047 Arbitrage : Bartosz Frankowski Arbitre vidéo : Paweł Gil |

| 6e match                       | Croatie                                 | 3 - 0                         | Slovénie    | | |
| 7 septembre 2021 20h45 (UTC+2) | Livaja 33e · Pašalić 66e · Vlašić 90+4e | (1 - 0)                       |             | Stade de Poljud, Split Spectateurs : 16 237 Arbitrage : Clément Turpin Arbitre vidéo : François Letexier | Stade de Poljud, Split Spectateurs : 16 237 Arbitrage : Clément Turpin Arbitre vidéo : François Letexier |
| 7 septembre 2021 20h45 (UTC+2) |                                         | Rapport (FIFA) Rapport (UEFA) | 90+1e Bijol | Stade de Poljud, Split Spectateurs : 16 237 Arbitrage : Clément Turpin Arbitre vidéo : François Letexier | Stade de Poljud, Split Spectateurs : 16 237 Arbitrage : Clément Turpin Arbitre vidéo : François Letexier |

| 7e match                     | Chypre                     | 0 - 3                         | Croatie                                     |                                                                                                  |                                                                                                  |
| 8 octobre 2021 21h45 (UTC+3) |                            | (0 - 1)                       | 45+2e Perišić · 80e Gvardiol · 90+2e Livaja | AEK Arena, Larnaca Spectateurs : 2 333 Arbitrage : Michael Oliver Arbitre vidéo : Chris Kavanagh | AEK Arena, Larnaca Spectateurs : 2 333 Arbitrage : Michael Oliver Arbitre vidéo : Chris Kavanagh |
| 8 octobre 2021 21h45 (UTC+3) | Artymatás 33e · Avraám 44e | Rapport (FIFA) Rapport (UEFA) | 33e Kovačić · 61e Stanišić                  | AEK Arena, Larnaca Spectateurs : 2 333 Arbitrage : Michael Oliver Arbitre vidéo : Chris Kavanagh | AEK Arena, Larnaca Spectateurs : 2 333 Arbitrage : Michael Oliver Arbitre vidéo : Chris Kavanagh |

| 8e match                      | Croatie                   | 2 - 2                         | Slovaquie                                        | | |
| 11 octobre 2021 20h45 (UTC+2) | Kramarić 25e · Modrić 71e | (1 - 2)                       | 20e Schranz · 45e Haraslin                       | Stade Gradski vrt, Osijek Spectateurs : 9 926 Arbitrage : Ovidiu Hategan Arbitre vidéo : Marco Di Bello | Stade Gradski vrt, Osijek Spectateurs : 9 926 Arbitrage : Ovidiu Hategan Arbitre vidéo : Marco Di Bello |
| 11 octobre 2021 20h45 (UTC+2) | Barišić 90e               | Rapport (FIFA) Rapport (UEFA) | 69e Kucka · 70e Rodák · 80e Schranz · 89e Hancko | Stade Gradski vrt, Osijek Spectateurs : 9 926 Arbitrage : Ovidiu Hategan Arbitre vidéo : Marco Di Bello | Stade Gradski vrt, Osijek Spectateurs : 9 926 Arbitrage : Ovidiu Hategan Arbitre vidéo : Marco Di Bello |

| 9e match                       | Malte              | 1 - 7                         | Croatie                                                                                 | | |
| 11 novembre 2021 20h45 (UTC+2) | Brozović 31e (csc) | (1 - 4)                       | 6e Perišić · 22e Ćaleta-Car · 39e Pašalić · 45+1e Modrić · 47e 64e Majer · 53e Kramarić | Ta' Qali Stadium, Ta' Qali Spectateurs : 4 581 Arbitrage : Deniz Aytekin Arbitre vidéo : Christian Dingert | Ta' Qali Stadium, Ta' Qali Spectateurs : 4 581 Arbitrage : Deniz Aytekin Arbitre vidéo : Christian Dingert |
| 11 novembre 2021 20h45 (UTC+2) | Pepe 79e           | Rapport (FIFA) Rapport (UEFA) |                                                                                         | Ta' Qali Stadium, Ta' Qali Spectateurs : 4 581 Arbitrage : Deniz Aytekin Arbitre vidéo : Christian Dingert | Ta' Qali Stadium, Ta' Qali Spectateurs : 4 581 Arbitrage : Deniz Aytekin Arbitre vidéo : Christian Dingert |

| 10e match                      | Croatie                  | 1 - 0                         | Russie                    | | |
| 14 novembre 2021 15h00 (UTC+2) | Koudriachov 81e (csc)    | (0 - 0)                       |                           | Stade de Poljud, Split Spectateurs : 30 257 Arbitrage : Danny Makkelie Arbitre vidéo : Pol van Boekel | Stade de Poljud, Split Spectateurs : 30 257 Arbitrage : Danny Makkelie Arbitre vidéo : Pol van Boekel |
| 14 novembre 2021 15h00 (UTC+2) | Livaja 89e · Grbić 90+3e | Rapport (FIFA) Rapport (UEFA) | 51e Golovine · 55e Smolov | Stade de Poljud, Split Spectateurs : 30 257 Arbitrage : Danny Makkelie Arbitre vidéo : Pol van Boekel | Stade de Poljud, Split Spectateurs : 30 257 Arbitrage : Danny Makkelie Arbitre vidéo : Pol van Boekel |

## Préparation

### Matchs de préparation à la Coupe du monde
Liste détaillée des matches de Croatie depuis sa qualification à la Coupe du monde :

#### Match amicaux
| 1er match                  | Croatie                   | 1 - 1   | Slovénie    |                                                             |                                                             |
| 26 mars 2022 16h00 (UTC+3) | Kramarić 39e              | (1 - 0) | 90+1e Bijol | Stade Education City, Al Rayyan Arbitrage : Abdullah Jamali | Stade Education City, Al Rayyan Arbitrage : Abdullah Jamali |
| 26 mars 2022 16h00 (UTC+3) | Budimir 25e · Perišić 72e | Rapport | 18e Zajc    | Stade Education City, Al Rayyan Arbitrage : Abdullah Jamali | Stade Education City, Al Rayyan Arbitrage : Abdullah Jamali |

| 2e match                   | Croatie                                           | 2 - 1   | Bulgarie                        |                                                             |                                                             |
| 29 mars 2022 17h00 (UTC+3) | Modrić 76e (pen.) · Kramarić 80e                  | (0 - 0) | 69e Despodov                    | Stade Education City, Al Rayyan Arbitrage : Khamis Al Marri | Stade Education City, Al Rayyan Arbitrage : Khamis Al Marri |
| 29 mars 2022 17h00 (UTC+3) | Caleta-Car 33e, 63e · Barišić 77e · Pongračić 88e | Rapport | 64e, 70e Despodov · 85e Hristov | Stade Education City, Al Rayyan Arbitrage : Khamis Al Marri | Stade Education City, Al Rayyan Arbitrage : Khamis Al Marri |

| 3e match                       | Croatie      | 1 - 0   | Arabie saoudite |                                                                    |                                                                    |
| 16 novembre 2022 18h00 (UTC+2) | Kramarić 82e | (0 - 0) |                 | Stade du Prince Faisal bin Fahd, Riyad Arbitrage : Adham Makhadmeh | Stade du Prince Faisal bin Fahd, Riyad Arbitrage : Adham Makhadmeh |
| 16 novembre 2022 18h00 (UTC+2) | Rapport      |         |                 | Stade du Prince Faisal bin Fahd, Riyad Arbitrage : Adham Makhadmeh | Stade du Prince Faisal bin Fahd, Riyad Arbitrage : Adham Makhadmeh |

#### Ligue des Nations
| 1er match                 | Croatie        | 0 - 3   | Autriche                                        | | |
| 3 juin 2022 20h45 (UTC+2) |                | (0 - 1) | 41e Arnautović · 54e Gregoritsch · 57e Sabitzer | Stade Gradski vrt, Osijek Spectateurs : 13 994 Arbitrage : Chris Kavanagh Arbitre vidéo : David Coote | Stade Gradski vrt, Osijek Spectateurs : 13 994 Arbitrage : Chris Kavanagh Arbitre vidéo : David Coote |
| 3 juin 2022 20h45 (UTC+2) | Caleta-Car 74e | Rapport | 30e Schlager                                    | Stade Gradski vrt, Osijek Spectateurs : 13 994 Arbitrage : Chris Kavanagh Arbitre vidéo : David Coote | Stade Gradski vrt, Osijek Spectateurs : 13 994 Arbitrage : Chris Kavanagh Arbitre vidéo : David Coote |

| 2e match                  | Croatie             | 1 - 1   | France       | | |
| 6 juin 2022 20h45 (UTC+2) | Kramarić 83e (pen.) | (0 - 0) | 52e Rabiot   | Stade de Poljud, Split Spectateurs : 30 000 Arbitrage : Marco Guida Arbitre vidéo : Marco Di Bello | Stade de Poljud, Split Spectateurs : 30 000 Arbitrage : Marco Guida Arbitre vidéo : Marco Di Bello |
| 6 juin 2022 20h45 (UTC+2) | Vida 21e            | Rapport | 84e Kimpembe | Stade de Poljud, Split Spectateurs : 30 000 Arbitrage : Marco Guida Arbitre vidéo : Marco Di Bello | Stade de Poljud, Split Spectateurs : 30 000 Arbitrage : Marco Guida Arbitre vidéo : Marco Di Bello |

| 3e match                   | Danemark                    | 0 - 1   | Croatie                     | | |
| 10 juin 2022 20h45 (UTC+2) |                             | (0 - 0) | 69e Pašalić                 | Parken Stadium, Copenhague Spectateurs : 35 862 Arbitrage : Bartosz Frankowski Arbitre vidéo : Paweł Raczkowski | Parken Stadium, Copenhague Spectateurs : 35 862 Arbitrage : Bartosz Frankowski Arbitre vidéo : Paweł Raczkowski |
| 10 juin 2022 20h45 (UTC+2) | Cornelius 8e · Andersen 67e | Rapport | 75e Stanišić · 76e Vrsaljko | Parken Stadium, Copenhague Spectateurs : 35 862 Arbitrage : Bartosz Frankowski Arbitre vidéo : Paweł Raczkowski | Parken Stadium, Copenhague Spectateurs : 35 862 Arbitrage : Bartosz Frankowski Arbitre vidéo : Paweł Raczkowski |

| 4e match                   | France                                  | 0 - 1   | Croatie          | | |
| 13 juin 2022 20h45 (UTC+2) |                                         | (0 - 1) | 5e (pen.) Modrić | Stade de France, Saint-Denis Spectateurs : 77 410 Arbitrage : Orel Grinfeld Arbitre vidéo : Marco Fritz | Stade de France, Saint-Denis Spectateurs : 77 410 Arbitrage : Orel Grinfeld Arbitre vidéo : Marco Fritz |
| 13 juin 2022 20h45 (UTC+2) | Guendouzi 18e · Pavard 62e · Rabiot 67e | Rapport | 50e Brozović     | Stade de France, Saint-Denis Spectateurs : 77 410 Arbitrage : Orel Grinfeld Arbitre vidéo : Marco Fritz | Stade de France, Saint-Denis Spectateurs : 77 410 Arbitrage : Orel Grinfeld Arbitre vidéo : Marco Fritz |

| 5e match                        | Croatie              | 2 - 1   | Danemark    | | |
| 22 septembre 2022 20h45 (UTC+2) | Sosa 49e · Majer 79e | (0 - 0) | 77e Eriksen | Stade Maksimir, Zagreb Spectateurs : 22 715 Arbitrage : Davide Massa Arbitre vidéo : Marco Di Bello | Stade Maksimir, Zagreb Spectateurs : 22 715 Arbitrage : Davide Massa Arbitre vidéo : Marco Di Bello |
| 22 septembre 2022 20h45 (UTC+2) | Perišić 36e          | Rapport | 57e Kjær    | Stade Maksimir, Zagreb Spectateurs : 22 715 Arbitrage : Davide Massa Arbitre vidéo : Marco Di Bello | Stade Maksimir, Zagreb Spectateurs : 22 715 Arbitrage : Davide Massa Arbitre vidéo : Marco Di Bello |

| 6e match                        | Autriche       | 1 - 3   | Croatie                             | | |
| 25 septembre 2022 20h45 (UTC+2) | Baumgartner 9e | (1 - 1) | 6e Modrić · 69e Livaja · 72e Lovren | Stade Ernst-Happel, Vienne Spectateurs : 45 700 Arbitrage : Artur Soares Dias Arbitre vidéo : Tiago Martins | Stade Ernst-Happel, Vienne Spectateurs : 45 700 Arbitrage : Artur Soares Dias Arbitre vidéo : Tiago Martins |
| 25 septembre 2022 20h45 (UTC+2) | Rapport        |         |                                     | Stade Ernst-Happel, Vienne Spectateurs : 45 700 Arbitrage : Artur Soares Dias Arbitre vidéo : Tiago Martins | Stade Ernst-Happel, Vienne Spectateurs : 45 700 Arbitrage : Artur Soares Dias Arbitre vidéo : Tiago Martins |

## Effectif
L'effectif de la Croatie est dévoilé le 9 novembre 2022.
| Numéro / Nom       | Numéro / Nom      | Club                     | Date de naissance et âge*  | J.              | Buts            |                 |                 |                 |
| Gardiens de but    | Gardiens de but   | Gardiens de but          | Gardiens de but            | Gardiens de but | Gardiens de but | Gardiens de but | Gardiens de but | Gardiens de but |
| ------------------ | ----------------- | ------------------------ | -------------------------- | --------------- | --------------- | --------------- | --------------- | --------------- |
| 01                 | Dominik Livaković | Dinamo Zagreb            | 9 janvier 1995 (27 ans)    | 7               | 0               | 1               | 0               | 0               |
| 12                 | Ivo Grbić         | Atlético de Madrid       | 18 janvier 1996 (26 ans)   | 0               | 0               | 0               | 0               | 0               |
| 23                 | Ivica Ivušić      | NK Osijek                | 1er février 1995 (27 ans)  | 0               | 0               | 0               | 0               | 0               |
| Défenseurs         |                   |                          |                            |                 |                 |                 |                 |                 |
| 02                 | Josip Stanišić    | Bayern Munich            | 2 avril 2000 (22 ans)      | 0               | 0               | 0               | 0               | 0               |
| 03                 | Borna Barišić     | Glasgow Rangers          | 10 novembre 1992 (30 ans)  | 1               | 0               | 1               | 0               | 0               |
| 05                 | Martin Erlić      | US Sassuolo              | 24 janvier 1998 (24 ans)   | 0               | 0               | 0               | 0               | 0               |
| 06                 | Dejan Lovren      | Zénith Saint-Pétersbourg | 5 juillet 1989 (33 ans)    | 6               | 0               | 1               | 0               | 0               |
| 19                 | Borna Sosa        | VfB Stuttgart            | 21 janvier 1998 (24 ans)   | 5               | 0               | 0               | 0               | 0               |
| 20                 | Joško Gvardiol    | RB Leipzig               | 23 janvier 2002 (20 ans)   | 7               | 1               | 0               | 0               | 0               |
| 21                 | Domagoj Vida      | AEK Athènes              | 29 avril 1989 (33 ans)     | 0               | 0               | 0               | 0               | 0               |
| 22                 | Josip Juranović   | Celtic FC                | 16 août 1995 (27 ans)      | 6               | 0               | 0               | 0               | 0               |
| 24                 | Josip Šutalo      | Dinamo Zagreb            | 28 février 2000 (22 ans)   | 1               | 0               | 0               | 0               | 0               |
| Milieux de terrain |                   |                          |                            |                 |                 |                 |                 |                 |
| 07                 | Lovro Majer       | Stade rennais FC         | 17 janvier 1998 (24 ans)   | 7               | 1               | 0               | 0               | 0               |
| 08                 | Mateo Kovačić     | Chelsea FC               | 6 mai 1994 (28 ans)        | 7               | 0               | 2               | 0               | 0               |
| 10                 | Luka Modrić       | Real Madrid              | 9 septembre 1985 (37 ans)  | 7               | 0               | 1               | 0               | 0               |
| 11                 | Marcelo Brozović  | Inter Milan              | 16 novembre 1992 (30 ans)  | 6               | 0               | 1               | 0               | 0               |
| 13                 | Nikola Vlašić     | Torino FC                | 4 octobre 1997 (25 ans)    | 6               | 0               | 0               | 0               | 0               |
| 15                 | Mario Pašalić     | Atalanta Bergame         | 9 février 1995 (27 ans)    | 7               | 0               | 0               | 0               | 0               |
| 25                 | Luka Sučić        | RB Salzbourg             | 8 septembre 2002 (20 ans)  | 0               | 0               | 0               | 0               | 0               |
| 26                 | Kristijan Jakić   | Eintracht Francfort      | 14 mai 1997 (25 ans)       | 1               | 0               | 0               | 0               | 0               |
| Attaquants         |                   |                          |                            |                 |                 |                 |                 |                 |
| 04                 | Ivan Perišić      | Tottenham Hotspur        | 2 février 1989 (33 ans)    | 7               | 1               | 0               | 0               | 0               |
| 09                 | Andrej Kramarić   | TSG Hoffenheim           | 19 juin 1991 (31 ans)      | 7               | 2               | 0               | 0               | 0               |
| 14                 | Marko Livaja      | Hajduk Split             | 26 août 1993 (29 ans)      | 6               | 1               | 0               | 0               | 0               |
| 16                 | Bruno Petković    | Dinamo Zagreb            | 16 septembre 1994 (28 ans) | 6               | 1               | 1               | 0               | 0               |
| 17                 | Ante Budimir      | CA Osasuna               | 22 juillet 1991 (31 ans)   | 2               | 0               | 0               | 0               | 0               |
| 18                 | Mislav Oršić      | Dinamo Zagreb            | 29 décembre 1992 (29 ans)  | 6               | 1               | 0               | 0               | 0               |
| Sélectionneur      |                   |                          |                            |                 |                 |                 |                 |                 |
|                    | Zlatko Dalić      |                          | 26 octobre 1966 (56 ans)   |                 |                 |                 |                 |                 |

* NB : Les âges sont calculés au début de la Coupe du monde 2022, le 20 novembre 2022.

## Compétition

### Format et tirage au sort
Le tirage au sort de la Coupe du monde a lieu le vendredi 1er avril 2022 au Centre des expositions à Doha. C’est le classement de mars qui est pris en compte, la sélection se classe 16e du classement FIFA, et est placée dans le chapeau 2.
Les différents sélectionneurs réagissent à ce tirage au sort. Selon le sélectionneur des Rouges John Herdman, « ce groupe est génial. On voulait ce genre de matchs. Quand on se présente à la Coupe du monde, il n’y a pas de match facile » et « on ne sera pas naïfs, mais on n'aura pas peur ». Pour le sélectionneur de la Belgique, Roberto Martínez, c’est « un tirage difficile, mais ce sont des matchs fantastiques à attendre »,. Pour le sélectionneur croate Zlatko Dalić, « ce n’est pas un groupe simple pour nous. Nous connaissons notre objectif, sortir du groupe et battre la Belgique. Mais nous devons faire attention au Canada et au Maroc »,. Pour finir, selon le sélectionneur du Maroc Vahid Halilhodžić, « c’est un tirage très difficile avec les vice-champions du monde, la meilleure équipe d’Amérique du Nord et une grosse équipe comme la Belgique »,,.
Selon l'international belge Toby Alderweireld, « ce ne sont pas des adversaires à sous-estimer. En dehors de la Croatie, ce ne sont pas des adversaires que nous connaissons beaucoup »,. Et son coéquipier Thomas Meunier a dit que « le groupe n’est pas insurmontable, mais c’est loin d’être un groupe facile »,,. « C'est un groupe difficile. Avec des équipes comme la Belgique, la Croatie et le Maroc, c'est quelque chose », a souligné le Montréalais Samuel Piette.

### Premier tour - Groupe F
|   | Équipe   | Pts | J | G | N | P | Bp | Bc | Diff |
| 1 | Maroc    | 7   | 3 | 2 | 1 | 0 | 4  | 1  | +3   |
| 2 | Croatie  | 5   | 3 | 1 | 2 | 0 | 4  | 1  | +3   |
| 3 | Belgique | 4   | 3 | 1 | 1 | 1 | 1  | 2  | -1   |
| 4 | Canada   | 0   | 3 | 0 | 0 | 3 | 2  | 7  | -5   |

| 12 | 23 novembre 2022  | Maroc    | 0 - 0 | Croatie  |
| 9  | 23 novembre 2022  | Belgique | 1 - 0 | Canada   |
| 26 | 27 novembre 2022  | Belgique | 0 - 2 | Maroc    |
| 27 | 27 novembre 2022  | Croatie  | 4 - 1 | Canada   |
| 41 | 1er décembre 2022 | Croatie  | 0 - 0 | Belgique |
| 42 | 1er décembre 2022 | Canada   | 1 - 2 | Maroc    |

#### Maroc - Croatie
| Match 12                                                     | Maroc   | 0 - 0   | Croatie | Stade Al-Bayt, Al-Khor                                                             |                                                                                    |
| 23 novembre 2022 · 13:00 (UTC+3) · Historique des rencontres |         | (0 - 0) |         | Spectateurs : 59 407 Arbitrage : Fernando Rapallini Arbitre vidéo : Julio Bascuñán | Spectateurs : 59 407 Arbitrage : Fernando Rapallini Arbitre vidéo : Julio Bascuñán |
| 23 novembre 2022 · 13:00 (UTC+3) · Historique des rencontres | Rapport |         |         | Spectateurs : 59 407 Arbitrage : Fernando Rapallini Arbitre vidéo : Julio Bascuñán | Spectateurs : 59 407 Arbitrage : Fernando Rapallini Arbitre vidéo : Julio Bascuñán |

| Maroc | Croatie |

| MAROC :         |    |                        |     |     |
|                 |    |                        |     |     |
| Gardien de but  | 01 | Yassine Bounou         |     |     |
|                 | 03 | Noussair Mazraoui      |     | 60e |
|                 | 06 | Romain Saïss           |     |     |
|                 | 05 | Nayef Aguerd           |     |     |
|                 | 02 | Achraf Hakimi          |     |     |
|                 | 04 | Sofyan Amrabat         | 78e |     |
|                 | 15 | Selim Amallah          |     |     |
|                 | 08 | Azzedine Ounahi        |     | 81e |
|                 | 17 | Sofiane Boufal         |     | 65e |
|                 | 19 | Youssef En-Nesyri      |     | 81e |
|                 | 07 | Hakim Ziyech           |     |     |
| Remplaçants :   |    |                        |     |     |
|                 | 25 | Yahya Attiatallah      |     | 60e |
|                 | 16 | Ez Abde                |     | 65e |
|                 | 09 | Abderrazak Hamed-Allah |     | 81e |
|                 | 11 | Abdelhamid Sabiri      |     | 81e |
| Sélectionneur : |    |                        |     |     |
| Walid Regragui  |    |                        |     |     |

| CROATIE :       |    |                   |  |     |
|                 |    |                   |  |     |
| Gardien de but  | 01 | Dominik Livaković |  |     |
|                 | 19 | Borna Sosa        |  |     |
|                 | 20 | Joško Gvardiol    |  |     |
|                 | 06 | Dejan Lovren      |  |     |
|                 | 22 | Josip Juranović   |  |     |
|                 | 11 | Marcelo Brozović  |  |     |
|                 | 08 | Mateo Kovačić     |  | 79e |
|                 | 10 | Luka Modrić       |  |     |
|                 | 04 | Ivan Perišić      |  | 90e |
|                 | 09 | Andrej Kramarić   |  | 71e |
|                 | 13 | Nikola Vlašić     |  | 46e |
| Remplaçants :   |    |                   |  |     |
|                 | 15 | Mario Pašalić     |  | 46e |
|                 | 14 | Marko Livaja      |  | 71e |
|                 | 07 | Lovro Majer       |  | 79e |
|                 | 18 | Mislav Oršić      |  | 90e |
| Sélectionneur : |    |                   |  |     |
| Zlatko Dalić    |    |                   |  |     |

| Assistants : Juan Pablo Belatti Diego Bonfá Quatrième arbitre : Kevin Ortega Assistants arbitre vidéo : Leodán González Nicolás Taran Paolo Valeri Homme du Match : Luka Modrić |

#### Croatie - Canada
| Match 27                                                     | Croatie                                                                                            | 4 - 1   | Canada                | Stade international de Khalifa, Doha                                           |                                                                                |
| 27 novembre 2022 · 19:00 (UTC+3) · Historique des rencontres | ( Perišić) Kramarić 36e · ( Juranović) Livaja 44e · ( Perišić) Kramarić 70e · ( Oršić) Majer 90+4e | (2 - 1) | 2e Davies (Buchanan ) | Spectateurs : 44 374 Arbitrage : Andrés Matonte Arbitre vidéo : Mauro Vigliano | Spectateurs : 44 374 Arbitrage : Andrés Matonte Arbitre vidéo : Mauro Vigliano |
| 27 novembre 2022 · 19:00 (UTC+3) · Historique des rencontres | Rapport                                                                                            |         |                       | Spectateurs : 44 374 Arbitrage : Andrés Matonte Arbitre vidéo : Mauro Vigliano | Spectateurs : 44 374 Arbitrage : Andrés Matonte Arbitre vidéo : Mauro Vigliano |

| Croatie | Canada |

| CROATIE :       |    |                   |     |     |
|                 |    |                   |     |     |
| Gardien de but  | 01 | Dominik Livaković |     |     |
|                 | 19 | Borna Sosa        |     |     |
|                 | 20 | Joško Gvardiol    |     |     |
|                 | 06 | Dejan Lovren      | 56e |     |
|                 | 22 | Josip Juranović   |     |     |
|                 | 11 | Marcelo Brozović  |     |     |
|                 | 08 | Mateo Kovačić     |     | 86e |
|                 | 10 | Luka Modrić       | 85e | 86e |
|                 | 04 | Ivan Perišić      |     | 86e |
|                 | 09 | Andrej Kramarić   |     | 72e |
|                 | 14 | Marko Livaja      |     | 60e |
| Remplaçants :   |    |                   |     |     |
|                 | 16 | Bruno Petković    |     | 60e |
|                 | 13 | Nikola Vlašić     |     | 72e |
|                 | 18 | Mislav Oršić      |     | 86e |
|                 | 15 | Mario Pašalić     |     | 86e |
|                 | 07 | Lovro Majer       |     | 86e |
| Sélectionneur : |    |                   |     |     |
| Zlatko Dalić    |    |                   |     |     |

| CANADA :        |    |                   |     |     |
|                 |    |                   |     |     |
| Gardien de but  | 18 | Milan Borjan      |     |     |
|                 | 04 | Kamal Miller      | 85e |     |
|                 | 05 | Steven Vitória    |     |     |
|                 | 02 | Alistair Johnston |     |     |
|                 | 19 | Alphonso Davies   |     |     |
|                 | 07 | Stephen Eustáquio |     | 46e |
|                 | 13 | Atiba Hutchinson  |     | 72e |
|                 | 22 | Richie Laryea     |     | 62e |
|                 | 20 | Jonathan David    |     | 72e |
|                 | 17 | Cyle Larin        |     | 46e |
|                 | 11 | Tajon Buchanan    | 52e |     |
| Remplaçants :   |    |                   |     |     |
|                 | 21 | Jonathan Osorio   |     | 46e |
|                 | 15 | Ismaël Koné       |     | 46e |
|                 | 10 | Junior Hoilett    |     | 62e |
|                 | 09 | Lucas Cavallini   |     | 72e |
|                 | 03 | Sam Adekugbe      |     | 72e |
| Sélectionneur : |    |                   |     |     |
| John Herdman    |    |                   |     |     |

| Assistants : Nicolás Taran Martín Soppi Quatrième arbitre : Kevin Ortega Assistants arbitre vidéo : Leodán González Gabriel Chade Julio Bascuñán Homme du Match : Andrej Kramarić |

#### Croatie - Belgique
| Match 41                                                      | Croatie | 0 - 0   | Belgique | Stade Ahmad-ben-Ali, Al Rayyan                                              |                                                                             |
| 1er décembre 2022 · 18:00 (UTC+3) · Historique des rencontres |         | (0 - 0) |          | Spectateurs : 43 984 Arbitrage : Anthony Taylor Arbitre vidéo : Marco Fritz | Spectateurs : 43 984 Arbitrage : Anthony Taylor Arbitre vidéo : Marco Fritz |
| 1er décembre 2022 · 18:00 (UTC+3) · Historique des rencontres | Rapport |         |          | Spectateurs : 43 984 Arbitrage : Anthony Taylor Arbitre vidéo : Marco Fritz | Spectateurs : 43 984 Arbitrage : Anthony Taylor Arbitre vidéo : Marco Fritz |

| Croatie | Belgique |

| CROATIE :       |    |                   |  |       |
|                 |    |                   |  |       |
| Gardien de but  | 01 | Dominik Livaković |  |       |
|                 | 19 | Borna Sosa        |  |       |
|                 | 20 | Joško Gvardiol    |  |       |
|                 | 06 | Dejan Lovren      |  |       |
|                 | 22 | Josip Juranović   |  |       |
|                 | 11 | Marcelo Brozović  |  |       |
|                 | 08 | Mateo Kovačić     |  | 90+2e |
|                 | 10 | Luka Modrić       |  |       |
|                 | 04 | Ivan Perišić      |  |       |
|                 | 14 | Marko Livaja      |  | 64e   |
|                 | 09 | Andrej Kramarić   |  | 64e   |
| Remplaçants :   |    |                   |  |       |
|                 | 16 | Bruno Petković    |  | 64e   |
|                 | 15 | Mario Pašalić     |  | 64e   |
|                 | 07 | Lovro Majer       |  | 90+2e |
| Sélectionneur : |    |                   |  |       |
| Zlatko Dalić    |    |                   |  |       |

| BELGIQUE :       |    |                    |     |     |
|                  |    |                    |     |     |
| Gardien de but   | 01 | Thibaut Courtois   |     |     |
|                  | 05 | Jan Vertonghen     |     |     |
|                  | 02 | Toby Alderweireld  |     |     |
|                  | 19 | Leander Dendoncker | 67e | 72e |
|                  | 21 | Timothy Castagne   |     |     |
|                  | 07 | Kevin De Bruyne    |     |     |
|                  | 06 | Axel Witsel        |     |     |
|                  | 15 | Thomas Meunier     |     | 87e |
|                  | 11 | Yannick Carrasco   |     | 72e |
|                  | 14 | Dries Mertens      |     | 46e |
|                  | 17 | Leandro Trossard   |     | 59e |
| Remplaçants :    |    |                    |     |     |
|                  | 09 | Romelu Lukaku      |     | 46e |
|                  | 16 | Thorgan Hazard     |     | 59e |
|                  | 25 | Jérémy Doku        |     | 72e |
|                  | 08 | Youri Tielemans    |     | 72e |
|                  | 10 | Eden Hazard        |     | 87e |
| Sélectionneur :  |    |                    |     |     |
| Roberto Martínez |    |                    |     |     |

| Assistants : Gary Beswick Adam Nunn Quatrième arbitre : István Kovács Assistants arbitre vidéo : Tomasz Kwiatkowski Rafael Foltyn Benoît Millot Homme du Match : Luka Modrić |

### Huitième de finale

#### Japon - Croatie
| Match 53                      | Japon                               | 1 - 1 a. p.           | Croatie                              | Stade Al-Janoub, Al Wakrah                                                   |                                                                              |
| 5 décembre 2022 18h00 (UTC+3) | ( Yoshida) Maeda 43e                | (1 - 0, 1 - 1, 1 - 1) | 55e Perišić (Lovren )                | Spectateurs : 42 523 Arbitrage : Ismail Elfath Arbitre vidéo : Nicolás Gallo | Spectateurs : 42 523 Arbitrage : Ismail Elfath Arbitre vidéo : Nicolás Gallo |
| 5 décembre 2022 18h00 (UTC+3) | Rapport                             |                       |                                      | Spectateurs : 42 523 Arbitrage : Ismail Elfath Arbitre vidéo : Nicolás Gallo | Spectateurs : 42 523 Arbitrage : Ismail Elfath Arbitre vidéo : Nicolás Gallo |
| 5 décembre 2022 18h00 (UTC+3) | Minamino · Mitoma · Asano · Yoshida | Tirs au but 1 - 3     | Vlašić · Brozović · Livaja · Pašalić | Spectateurs : 42 523 Arbitrage : Ismail Elfath Arbitre vidéo : Nicolás Gallo | Spectateurs : 42 523 Arbitrage : Ismail Elfath Arbitre vidéo : Nicolás Gallo |

| Japon | Croatie |

| JAPON :         |    |                   |  |      |
|                 |    |                   |  |      |
| Gardien de but  | 12 | Shūichi Gonda     |  |      |
|                 | 03 | Shōgo Taniguchi   |  |      |
|                 | 22 | Maya Yoshida      |  |      |
|                 | 16 | Takehiro Tomiyasu |  |      |
|                 | 05 | Yūto Nagatomo     |  | 64e  |
|                 | 13 | Hidemasa Morita   |  | 106e |
|                 | 06 | Wataru Endō       |  |      |
|                 | 14 | Junya Ito         |  |      |
|                 | 15 | Daichi Kamada     |  | 75e  |
|                 | 25 | Daizen Maeda      |  | 64e  |
|                 | 08 | Ritsu Doan        |  | 87e  |
| Remplaçants :   |    |                   |  |      |
|                 | 09 | Kaoru Mitoma      |  | 64e  |
|                 | 18 | Takuma Asano      |  | 64e  |
|                 | 19 | Hiroki Sakai      |  | 75e  |
|                 | 10 | Takumi Minamino   |  | 87e  |
|                 | 17 | Ao Tanaka         |  | 106e |
| Sélectionneur : |    |                   |  |      |
| Hajime Moriyasu |    |                   |  |      |

| CROATIE :       |    |                   |      |      |      |
|                 |    |                   |      |      |      |
| Gardien de but  | 01 | Dominik Livaković |      |      |      |
|                 | 03 | Borna Barišić     | 116e |      |      |
|                 | 20 | Joško Gvardiol    |      |      |      |
|                 | 06 | Dejan Lovren      |      |      |      |
|                 | 22 | Josip Juranović   |      |      |      |
|                 | 11 | Marcelo Brozović  |      |      |      |
|                 | 10 | Luka Modrić       |      | 99e  |      |
|                 | 08 | Mateo Kovačić     | 90e  | 99e  |      |
|                 | 04 | Ivan Perišić      |      | 106e |      |
|                 | 16 | Bruno Petković    |      | 62e  |      |
|                 | 09 | Andrej Kramarić   |      | 68e  |      |
| Remplaçants :   |    |                   |      |      |      |
|                 | 17 | Ante Budimir      |      | 62e  | 106e |
|                 | 15 | Mario Pašalić     |      | 68e  |      |
|                 | 13 | Nikola Vlašić     |      | 99e  |      |
|                 | 07 | Lovro Majer       |      | 99e  |      |
|                 | 14 | Marko Livaja      |      |      | 106e |
|                 | 18 | Mislav Oršić      |      | 106e |      |
| Sélectionneur : |    |                   |      |      |      |
| Zlatko Dalić    |    |                   |      |      |      |

| Assistants : Corey Parker Kyle Atkins Quatrième arbitre : Mustapha Ghorbal Assistants arbitre vidéo : Julio Bascuñán Ezequiel Brailovsky Paolo Valeri Homme du Match : Dominik Livaković |

### Quart de finale

#### Croatie - Brésil
| Match 57                      | Croatie                         | 1 - 1 a. p.           | Brésil                                  | Stade Education City, Al Rayyan                                                |                                                                                |
| 9 décembre 2022 18h00 (UTC+3) | ( Oršić) Petković 117e          | (0 - 0, 0 - 0, 0 - 1) | 105+1e Neymar (Paquetá )                | Spectateurs : 43 893 Arbitrage : Michael Oliver Arbitre vidéo : Pol van Boekel | Spectateurs : 43 893 Arbitrage : Michael Oliver Arbitre vidéo : Pol van Boekel |
| 9 décembre 2022 18h00 (UTC+3) | Rapport                         |                       |                                         | Spectateurs : 43 893 Arbitrage : Michael Oliver Arbitre vidéo : Pol van Boekel | Spectateurs : 43 893 Arbitrage : Michael Oliver Arbitre vidéo : Pol van Boekel |
| 9 décembre 2022 18h00 (UTC+3) | Vlašić · Majer · Modrić · Oršić | Tirs au but 4 - 2     | Rodrygo · Casemiro · Pedro · Marquinhos | Spectateurs : 43 893 Arbitrage : Michael Oliver Arbitre vidéo : Pol van Boekel | Spectateurs : 43 893 Arbitrage : Michael Oliver Arbitre vidéo : Pol van Boekel |

| Croatie | Brésil |

| CROATIE :       |    |                   |      |      |
|                 |    |                   |      |      |
| Gardien de but  | 01 | Dominik Livaković |      |      |
|                 | 19 | Borna Sosa        |      | 110e |
|                 | 20 | Joško Gvardiol    |      |      |
|                 | 06 | Dejan Lovren      |      |      |
|                 | 22 | Josip Juranović   |      |      |
|                 | 11 | Marcelo Brozović  | 31e  | 114e |
|                 | 10 | Luka Modrić       |      |      |
|                 | 08 | Mateo Kovačić     |      | 106e |
|                 | 04 | Ivan Perišić      |      |      |
|                 | 09 | Andrej Kramarić   |      | 72e  |
|                 | 15 | Mario Pašalić     |      | 72e  |
| Remplaçants :   |    |                   |      |      |
|                 | 16 | Bruno Petković    | 117e | 72e  |
|                 | 13 | Nikola Vlašić     |      | 72e  |
|                 | 07 | Lovro Majer       |      | 106e |
|                 | 17 | Ante Budimir      |      | 110e |
|                 | 18 | Mislav Oršić      |      | 114e |
| Sélectionneur : |    |                   |      |      |
| Zlatko Dalić    |    |                   |      |      |

| BRÉSIL :        |    |                 |     |      |
|                 |    |                 |     |      |
| Gardien de but  | 01 | Alisson         |     |      |
|                 | 02 | Danilo          | 25e |      |
|                 | 03 | Thiago Silva    |     |      |
|                 | 04 | Marquinhos      | 77e |      |
|                 | 14 | Éder Militão    |     | 106e |
|                 | 05 | Casemiro        | 68e |      |
|                 | 10 | Neymar          |     |      |
|                 | 07 | Lucas Paquetá   |     | 106e |
|                 | 20 | Vinícius Júnior |     | 64e  |
|                 | 09 | Richarlison     |     | 84e  |
|                 | 11 | Raphinha        |     | 56e  |
| Remplaçants :   |    |                 |     |      |
|                 | 19 | Antony          |     | 56e  |
|                 | 21 | Rodrygo         |     | 64e  |
|                 | 25 | Pedro           |     | 84e  |
|                 | 06 | Alex Sandro     |     | 106e |
|                 | 08 | Fred            |     | 106e |
| Sélectionneur : |    |                 |     |      |
| Tite            |    |                 |     |      |

| Assistants : Stuart Burt Gary Beswick Quatrième arbitre : Mustapha Ghorbal Assistants arbitre vidéo : Massimiliano Irrati Kathryn Nesbitt Juan Soto Homme du Match : Dominik Livaković |

### Demi-finale

#### Argentine - Croatie
| Match 61                       | Argentine                                             | 3 - 0   | Croatie | Stade de Lusail, Lusail                                                             |                                                                                     |
| 13 décembre 2022 22h00 (UTC+3) | Messi 34e (pen.) · Álvarez 39e · ( Messi) Álvarez 69e | (2 - 0) |         | Spectateurs : 88 966 Arbitrage : Daniele Orsato Arbitre vidéo : Massimiliano Irrati | Spectateurs : 88 966 Arbitrage : Daniele Orsato Arbitre vidéo : Massimiliano Irrati |
| 13 décembre 2022 22h00 (UTC+3) | Rapport                                               |         |         | Spectateurs : 88 966 Arbitrage : Daniele Orsato Arbitre vidéo : Massimiliano Irrati | Spectateurs : 88 966 Arbitrage : Daniele Orsato Arbitre vidéo : Massimiliano Irrati |

| Argentine | Croatie |

| ARGENTINE :     |    |                     |     |     |
|                 |    |                     |     |     |
| Gardien de but  | 23 | Emiliano Martínez   |     |     |
|                 | 03 | Nicolás Tagliafico  |     |     |
|                 | 19 | Nicolás Otamendi    | 71e |     |
|                 | 13 | Cristian Romero     | 68e |     |
|                 | 26 | Nahuel Molina       |     | 86e |
|                 | 20 | Alexis Mac Allister |     | 86e |
|                 | 05 | Leandro Paredes     |     | 62e |
|                 | 24 | Enzo Fernández      |     |     |
|                 | 07 | Rodrigo De Paul     |     | 74e |
|                 | 09 | Julián Álvarez      |     | 74e |
|                 | 10 | Lionel Messi        |     |     |
| Remplaçants :   |    |                     |     |     |
|                 | 25 | Lisandro Martínez   |     | 62e |
|                 | 14 | Exequiel Palacios   |     | 74e |
|                 | 21 | Paulo Dybala        |     | 74e |
|                 | 15 | Ángel Correa        |     | 86e |
|                 | 02 | Juan Foyth          |     | 86e |
| Sélectionneur : |    |                     |     |     |
| Lionel Scaloni  |    |                     |     |     |

| CROATIE :       |    |                   |     |     |
|                 |    |                   |     |     |
| Gardien de but  | 01 | Dominik Livaković | 32e |     |
|                 | 19 | Borna Sosa        |     | 46e |
|                 | 20 | Joško Gvardiol    |     |     |
|                 | 06 | Dejan Lovren      |     |     |
|                 | 22 | Josip Juranović   |     |     |
|                 | 11 | Marcelo Brozović  |     | 50e |
|                 | 08 | Mateo Kovačić     | 32e |     |
|                 | 10 | Luka Modrić       |     | 81e |
|                 | 04 | Ivan Perišić      |     |     |
|                 | 09 | Andrej Kramarić   |     | 72e |
|                 | 15 | Mario Pašalić     |     | 46e |
| Remplaçants :   |    |                   |     |     |
|                 | 18 | Mislav Oršić      |     | 46e |
|                 | 13 | Nikola Vlašić     |     | 46e |
|                 | 16 | Bruno Petković    |     | 50e |
|                 | 14 | Marko Livaja      |     | 72e |
|                 | 07 | Lovro Majer       |     | 81e |
| Sélectionneur : |    |                   |     |     |
| Zlatko Dalić    |    |                   |     |     |

| Assistants : Ciro Carbone Alessandro Giallatini Quatrième arbitre : Mohammed Abdulla Hassan Mohamed Assistants arbitre vidéo : Paolo Valeri Kathryn Nesbitt Juan Soto Homme du Match : Lionel Messi |

### Match pour la troisième place

#### Croatie - Maroc
| Match 63                       | Croatie                                      | 2 - 1   | Maroc   | Stade international de Khalifa, Doha                                                  |                                                                                       |
| 17 décembre 2022 18h00 (UTC+3) | ( Perišić) Gvardiol 7e · ( Livaja) Oršić 42e | (2 - 1) | 9e Dari | Spectateurs : 44 137 Arbitrage : Abdulrahman Al-Jassim Arbitre vidéo : Julio Bascuñán | Spectateurs : 44 137 Arbitrage : Abdulrahman Al-Jassim Arbitre vidéo : Julio Bascuñán |
| 17 décembre 2022 18h00 (UTC+3) | Rapport                                      |         |         | Spectateurs : 44 137 Arbitrage : Abdulrahman Al-Jassim Arbitre vidéo : Julio Bascuñán | Spectateurs : 44 137 Arbitrage : Abdulrahman Al-Jassim Arbitre vidéo : Julio Bascuñán |

| Croatie | Maroc |

| CROATIE :       |    |                   |  |       |
|                 |    |                   |  |       |
| Gardien de but  | 01 | Dominik Livaković |  |       |
|                 | 04 | Ivan Perišić      |  |       |
|                 | 20 | Joško Gvardiol    |  |       |
|                 | 24 | Boško Šutalo      |  |       |
|                 | 02 | Josip Stanišić    |  |       |
|                 | 18 | Mislav Oršić      |  | 90+5e |
|                 | 08 | Mateo Kovačić     |  |       |
|                 | 10 | Luka Modrić       |  |       |
|                 | 07 | Lovro Majer       |  | 66e   |
|                 | 09 | Andrej Kramarić   |  | 61e   |
|                 | 14 | Marko Livaja      |  | 66e   |
| Remplaçants :   |    |                   |  |       |
|                 | 13 | Nikola Vlašić     |  | 61e   |
|                 | 16 | Bruno Petković    |  | 66e   |
|                 | 15 | Mario Pašalić     |  | 66e   |
|                 | 26 | Kristijan Jakić   |  | 90+5e |
| Sélectionneur : |    |                   |  |       |
| Zlatko Dalić    |    |                   |  |       |

| MAROC :         |    |                    |     |     |
|                 |    |                    |     |     |
| Gardien de but  | 01 | Yassine Bounou     |     |     |
|                 | 25 | Yahya Attiatallah  |     |     |
|                 | 20 | Achraf Dari        |     | 64e |
|                 | 18 | Jawad El Yamiq     |     | 67e |
|                 | 02 | Achraf Hakimi      |     |     |
|                 | 04 | Sofyan Amrabat     |     |     |
|                 | 11 | Abdelhamid Sabiri  |     | 46e |
|                 | 23 | Bilal El Khannouss |     | 56e |
|                 | 17 | Sofiane Boufal     |     | 64e |
|                 | 19 | Youssef En-Nesyri  |     |     |
|                 | 07 | Hakim Ziyech       |     |     |
| Remplaçants :   |    |                    |     |     |
|                 | 13 | Ilias Chair        |     | 46e |
|                 | 08 | Azzedine Ounahi    | 69e | 56e |
|                 | 10 | Anass Zaroury      |     | 64e |
|                 | 24 | Badr Benoun        |     | 64e |
|                 | 15 | Selim Amallah      | 84e | 66e |
| Sélectionneur : |    |                    |     |     |
| Walid Regragui  |    |                    |     |     |

| Assistants : Taleb Al-Marri Saoud Ahmed Almaqaleh Quatrième arbitre : Raphael Claus Assistants arbitre vidéo : Pol van Boekel Bruno Pires Armando Villarreal Homme du Match : Joško Gvardiol |

## Statistiques

### Temps de jeu
| Joueur            |          |          |          |          |          |          |          | TT       | But inscrit | Passe décisive | MJ       | MT       | Légende |
| ----------------- | -------- | -------- | -------- | -------- | -------- | -------- | -------- | -------- | ----------- | -------------- | -------- | -------- | --- |
| Gardiens          | Gardiens | Gardiens | Gardiens | Gardiens | Gardiens | Gardiens | Gardiens | Gardiens | Gardiens    | Gardiens       | Gardiens | Gardiens | Abréviations et symboles : · TT : Total de minutes jouées · MJ : Nombre de matchs joués · MT : Matchs joués en tant que titulaire · : but · : passe décisive · : joueur entré · : joueur remplacé · : capitaine · : carton jaune · : carton rouge · |
| Ivo Grbić         | -        | -        | -        | -        | -        | -        | -        | -        | -           | -              | -        | -        | Abréviations et symboles : · TT : Total de minutes jouées · MJ : Nombre de matchs joués · MT : Matchs joués en tant que titulaire · : but · : passe décisive · : joueur entré · : joueur remplacé · : capitaine · : carton jaune · : carton rouge · |
| Ivica Ivušić      | -        | -        | -        | -        | -        | -        | -        | -        | -           | -              | -        | -        | Abréviations et symboles : · TT : Total de minutes jouées · MJ : Nombre de matchs joués · MT : Matchs joués en tant que titulaire · : but · : passe décisive · : joueur entré · : joueur remplacé · : capitaine · : carton jaune · : carton rouge · |
| Dominik Livaković | 90       | 90       | 90       | 120      | 120      | 90       | 90       | 690      | -           | -              | 7        | 7        | Abréviations et symboles : · TT : Total de minutes jouées · MJ : Nombre de matchs joués · MT : Matchs joués en tant que titulaire · : but · : passe décisive · : joueur entré · : joueur remplacé · : capitaine · : carton jaune · : carton rouge · |
| Défenseurs        |          |          |          |          |          |          |          |          |             |                |          |          | Abréviations et symboles : · TT : Total de minutes jouées · MJ : Nombre de matchs joués · MT : Matchs joués en tant que titulaire · : but · : passe décisive · : joueur entré · : joueur remplacé · : capitaine · : carton jaune · : carton rouge · |
| Borna Barišić     | -        | -        | -        | 120      | -        | -        | -        | 120      | -           | -              | 1        | 1        | Abréviations et symboles : · TT : Total de minutes jouées · MJ : Nombre de matchs joués · MT : Matchs joués en tant que titulaire · : but · : passe décisive · : joueur entré · : joueur remplacé · : capitaine · : carton jaune · : carton rouge · |
| Martin Erlić      | -        | -        | -        | -        | -        | -        | -        | -        | -           | -              | -        | -        | Abréviations et symboles : · TT : Total de minutes jouées · MJ : Nombre de matchs joués · MT : Matchs joués en tant que titulaire · : but · : passe décisive · : joueur entré · : joueur remplacé · : capitaine · : carton jaune · : carton rouge · |
| Joško Gvardiol    | 90       | 90       | 90       | 120      | 120      | 90       | 90       | 690      | 1           | -              | 7        | 7        | Abréviations et symboles : · TT : Total de minutes jouées · MJ : Nombre de matchs joués · MT : Matchs joués en tant que titulaire · : but · : passe décisive · : joueur entré · : joueur remplacé · : capitaine · : carton jaune · : carton rouge · |
| Josip Juranović   | 90       | 90       | 90       | 120      | 120      | 90       | -        | 600      | -           | 1              | 6        | 6        | Abréviations et symboles : · TT : Total de minutes jouées · MJ : Nombre de matchs joués · MT : Matchs joués en tant que titulaire · : but · : passe décisive · : joueur entré · : joueur remplacé · : capitaine · : carton jaune · : carton rouge · |
| Dejan Lovren      | 90       | 90       | 90       | 120      | 120      | 90       | -        | 600      | -           | 1              | 6        | 6        | Abréviations et symboles : · TT : Total de minutes jouées · MJ : Nombre de matchs joués · MT : Matchs joués en tant que titulaire · : but · : passe décisive · : joueur entré · : joueur remplacé · : capitaine · : carton jaune · : carton rouge · |
| Borna Sosa        | 90       | 90       | 90       | -        | 110      | 45       | -        | 425      | -           | -              | 5        | 5        | Abréviations et symboles : · TT : Total de minutes jouées · MJ : Nombre de matchs joués · MT : Matchs joués en tant que titulaire · : but · : passe décisive · : joueur entré · : joueur remplacé · : capitaine · : carton jaune · : carton rouge · |
| Josip Stanišić    | -        | -        | -        | -        | -        | -        | -        | -        | -           | -              | -        | -        | Abréviations et symboles : · TT : Total de minutes jouées · MJ : Nombre de matchs joués · MT : Matchs joués en tant que titulaire · : but · : passe décisive · : joueur entré · : joueur remplacé · : capitaine · : carton jaune · : carton rouge · |
| Josip Šutalo      | -        | -        | -        | -        | -        | -        | 90       | 90       | -           | -              | 1        | 1        | Abréviations et symboles : · TT : Total de minutes jouées · MJ : Nombre de matchs joués · MT : Matchs joués en tant que titulaire · : but · : passe décisive · : joueur entré · : joueur remplacé · : capitaine · : carton jaune · : carton rouge · |
| Domagoj Vida      | -        | -        | -        | -        | -        | -        | -        | -        | -           | -              | -        | -        | Abréviations et symboles : · TT : Total de minutes jouées · MJ : Nombre de matchs joués · MT : Matchs joués en tant que titulaire · : but · : passe décisive · : joueur entré · : joueur remplacé · : capitaine · : carton jaune · : carton rouge · |
| Milieux           |          |          |          |          |          |          |          |          |             |                |          |          | Abréviations et symboles : · TT : Total de minutes jouées · MJ : Nombre de matchs joués · MT : Matchs joués en tant que titulaire · : but · : passe décisive · : joueur entré · : joueur remplacé · : capitaine · : carton jaune · : carton rouge · |
| Marcelo Brozović  | 90       | 90       | 90       | 120      | 114      | 50       | -        | 554      | -           | -              | 6        | 6        | Abréviations et symboles : · TT : Total de minutes jouées · MJ : Nombre de matchs joués · MT : Matchs joués en tant que titulaire · : but · : passe décisive · : joueur entré · : joueur remplacé · : capitaine · : carton jaune · : carton rouge · |
| Kristijan Jakić   | -        | -        | -        | -        | -        | -        | 0        | 0        | -           | -              | 1        | 0        | Abréviations et symboles : · TT : Total de minutes jouées · MJ : Nombre de matchs joués · MT : Matchs joués en tant que titulaire · : but · : passe décisive · : joueur entré · : joueur remplacé · : capitaine · : carton jaune · : carton rouge · |
| Mateo Kovačić     | 79       | 86       | 90       | 99       | 106      | 90       | 90       | 640      | -           | -              | 7        | 7        | Abréviations et symboles : · TT : Total de minutes jouées · MJ : Nombre de matchs joués · MT : Matchs joués en tant que titulaire · : but · : passe décisive · : joueur entré · : joueur remplacé · : capitaine · : carton jaune · : carton rouge · |
| Lovro Majer       | 11       | 4        | 0        | 21       | 14       | 9        | 66       | 125      | 1           | -              | 7        | 1        | Abréviations et symboles : · TT : Total de minutes jouées · MJ : Nombre de matchs joués · MT : Matchs joués en tant que titulaire · : but · : passe décisive · : joueur entré · : joueur remplacé · : capitaine · : carton jaune · : carton rouge · |
| Luka Modrić       | 90       | 86       | 90       | 99       | 120      | 81       | 90       | 656      | -           | -              | 7        | 7        | Abréviations et symboles : · TT : Total de minutes jouées · MJ : Nombre de matchs joués · MT : Matchs joués en tant que titulaire · : but · : passe décisive · : joueur entré · : joueur remplacé · : capitaine · : carton jaune · : carton rouge · |
| Mario Pašalić     | 44       | 4        | 26       | 52       | 72       | 45       | 26       | 269      | -           | -              | 7        | 2        | Abréviations et symboles : · TT : Total de minutes jouées · MJ : Nombre de matchs joués · MT : Matchs joués en tant que titulaire · : but · : passe décisive · : joueur entré · : joueur remplacé · : capitaine · : carton jaune · : carton rouge · |
| Luka Sučić        | -        | -        | -        | -        | -        | -        | -        | -        | -           | -              | -        | -        | Abréviations et symboles : · TT : Total de minutes jouées · MJ : Nombre de matchs joués · MT : Matchs joués en tant que titulaire · : but · : passe décisive · : joueur entré · : joueur remplacé · : capitaine · : carton jaune · : carton rouge · |
| Nikola Vlašić     | 46       | 18       | -        | 21       | 48       | 45       | 29       | 209      | -           | -              | 6        | 1        | Abréviations et symboles : · TT : Total de minutes jouées · MJ : Nombre de matchs joués · MT : Matchs joués en tant que titulaire · : but · : passe décisive · : joueur entré · : joueur remplacé · : capitaine · : carton jaune · : carton rouge · |
| Attaquants        |          |          |          |          |          |          |          |          |             |                |          |          | Abréviations et symboles : · TT : Total de minutes jouées · MJ : Nombre de matchs joués · MT : Matchs joués en tant que titulaire · : but · : passe décisive · : joueur entré · : joueur remplacé · : capitaine · : carton jaune · : carton rouge · |
| Ante Budimir      | -        | -        | -        | 44       | 10       | -        | -        | 54       | -           | -              | 2        | 0        | Abréviations et symboles : · TT : Total de minutes jouées · MJ : Nombre de matchs joués · MT : Matchs joués en tant que titulaire · : but · : passe décisive · : joueur entré · : joueur remplacé · : capitaine · : carton jaune · : carton rouge · |
| Andrej Kramarić   | 71       | 72       | 64       | 68       | 72       | 72       | 61       | 480      | 2           | -              | 7        | 7        | Abréviations et symboles : · TT : Total de minutes jouées · MJ : Nombre de matchs joués · MT : Matchs joués en tant que titulaire · : but · : passe décisive · : joueur entré · : joueur remplacé · : capitaine · : carton jaune · : carton rouge · |
| Marko Livaja      | 19       | 60       | 64       | 14       | -        | 18       | 66       | 241      | 1           | 1              | 6        | 3        | Abréviations et symboles : · TT : Total de minutes jouées · MJ : Nombre de matchs joués · MT : Matchs joués en tant que titulaire · : but · : passe décisive · : joueur entré · : joueur remplacé · : capitaine · : carton jaune · : carton rouge · |
| Mislav Oršić      | 0        | 4        | -        | 14       | 6        | 45       | 90       | 159      | 1           | 2              | 6        | 1        | Abréviations et symboles : · TT : Total de minutes jouées · MJ : Nombre de matchs joués · MT : Matchs joués en tant que titulaire · : but · : passe décisive · : joueur entré · : joueur remplacé · : capitaine · : carton jaune · : carton rouge · |
| Ivan Perišić      | 90       | 86       | 90       | 106      | 120      | 90       | 90       | 672      | 1           | 3              | 7        | 7        | Abréviations et symboles : · TT : Total de minutes jouées · MJ : Nombre de matchs joués · MT : Matchs joués en tant que titulaire · : but · : passe décisive · : joueur entré · : joueur remplacé · : capitaine · : carton jaune · : carton rouge · |
| Bruno Petković    | -        | 30       | 26       | 62       | 48       | 40       | 26       | 232      | 1           | -              | 6        | 1        | Abréviations et symboles : · TT : Total de minutes jouées · MJ : Nombre de matchs joués · MT : Matchs joués en tant que titulaire · : but · : passe décisive · : joueur entré · : joueur remplacé · : capitaine · : carton jaune · : carton rouge · |
| Total             |          |          |          |          |          |          |          |          |             |                |          |          | Abréviations et symboles : · TT : Total de minutes jouées · MJ : Nombre de matchs joués · MT : Matchs joués en tant que titulaire · : but · : passe décisive · : joueur entré · : joueur remplacé · : capitaine · : carton jaune · : carton rouge · |
| Équipe de Croatie | 90       | 90       | 90       | 120      | 120      | 90       | 90       | 690      | 8           | 8              | 7        | -        | Abréviations et symboles : · TT : Total de minutes jouées · MJ : Nombre de matchs joués · MT : Matchs joués en tant que titulaire · : but · : passe décisive · : joueur entré · : joueur remplacé · : capitaine · : carton jaune · : carton rouge · |

| Buts | Joueurs         | Adversaires |
| ---- | --------------- | ----------- |
| 2    | Andrej Kramarić | Canada (2)  |
| 1    | Marko Livaja    | Canada      |
| 1    | Lovro Majer     | Canada      |
| 1    | Ivan Perišić    | Japon       |
| 1    | Bruno Petković  | Brésil      |
| 1    | Joško Gvardiol  | Maroc       |
| 1    | Mislav Oršić    | Maroc       |

| Passes | Joueurs         | Adversaires       |
| ------ | --------------- | ----------------- |
| 2      | Ivan Perišić    | Canada (2), Maroc |
| 2      | Mislav Oršić    | Canada, Brésil    |
| 2      | Ivan Perišić    | Canada (2)        |
| 1      | Josip Juranović | Canada            |
| 1      | Dejan Lovren    | Japon             |
| 1      | Marko Livaja    | Maroc             |